# 走査型イオン伝導顕微鏡
走査型イオン伝導顕微鏡（そうさがたイオンでんどうけんびきょう、Scanning ion-conductance microscope : SICM）は走査型プローブ顕微鏡の一種。

## 概要
走査型トンネル顕微鏡 (STM)の原理を応用して試料表面の形状と電解質等のイオン流の2次元分布情報を可視化するために使用される。探針はガラス細管でできたピペット先端部に細孔があり、内部には電解質溶液が満たされていて溶液環境中で試料表面に近接した状態で、ピペット内部に設けられた電極と試料近傍間に電圧が印加されるとピペット先端部の細孔部分を電解質イオンが流れるが、イオンの伝導性は探針と試料表面の距離や状態に依存するので探針が試料表面への近接時にはイオン流の抵抗が強くなるのでこのイオン電流の流れやすさ（イオン伝導性）を、探針を2次元的に走査することにより、可視化する。伝導性が一定になるように探針の位置をフィードバック制御すると、STMでのトンネル電流一定像に相当する試料の表面の形状の像が取得できる。
また、STMでの高さ一定モードに相当する走査法では高さを一定に保持することで、細孔部の分布像が得られるが、試料の凹凸が大きい場合には、イオン電流値に変調をかけるので、像には形状情報と試料細孔部を流れるイオン流の情報の混合したものとなるので像の解釈が困難になる。

## 用途
- 溶液内での試料表面のイオン流の可視化
- 溶液内での試料表面の細孔分布の測定、可視化